# Parablepharis kuhlii
Parablepharis kuhlii es una especie de mantis de la familia Hymenopodidae. Es la única especie del género Parablepharis.

## Distribución geográfica
Se encuentra en la India, Birmania, Vietnam, Borneo, Java y parte de China, al menos en la provincia de Yunnan.